# Emmanuel-Ignace de Nassau-Siegen
Emanuel-Ignace de Nassau-Siegen (6 janvier 1688 - 1er août 1735), est un maréchal de l'armée autrichienne, et le régent de la principauté de Nassau-Siegen, en 1727.
Né à Roermond, il est le vingt-deuxième enfant de Jean-François Desideratus de Nassau-Siegen, mais le neuvième né de son troisième et dernier mariage avec la Française Isabelle Claire du Puget de la Serre.

## Biographie

### Une épineuse succession dynastique
Membre de l'église catholique dans la branche de la Maison de Nassau-Siegen, son statut dynaste et de celui de ses frères est contesté en raison du mariage des parents, qui est jugé morganatique. Le contrat de mariage entre Jean-François Desideratus et Isabelle Claire du Puget (signé un mois après leur mariage, le 13 mars), stipule que leur progéniture n'aurait pas un rang plus élevé que celui de nobles non titrés, à moins que la descendance mâles du prince, issue de ses deux précédents mariages, ne s'éteigne. 
En dépit de cette disposition, après la mort de Jean-François Desideratus de Nassau-Siegen, le 17 décembre 1699, Emmanuel Ignace (qui hérite de la baronnie de Renaix avec ses frères aînés) et ses frères et sœurs prennent le titre, le nom et les armes de Nassau-Siegen. 
Leur demi-frère Guillaume-Hyacinthe de Nassau-Siegen, obtient du Conseil aulique (en 1701) et de la Chambre impériale (en 1709), des jugements refusant de reconnaître leur caractère dynaste. 
Malgré cela, Emmanuel Ignace et ses frères et sœurs ont tous utilisé les titres de prince et princesse de Nassau, comte et comtesse de Katzenelnbogen, Vianden et Diez, baron et baronne de Beilstein et Renaix.

### Mariage à Paris
À Paris, le 14 mai 1711, Emanuel Ignace épouse Charlotte de Mailly (17 mars 1688 - 17 mars 1769), fille de Louis II, comte de Mailly-Nesle, et de Marie de Coligny-Saligny, et sœur de Louis III de Mailly-Nesle dont trois des filles seront les favorites successives du roi Louis XV de France entre 1736 et 1744. 
Ils ont deux fils, qui meurent en bas âge: 
- Charles-Nicolas de Nassau (14 février 1712 - 1er juillet 1712)
- Maximilien de Nassau (29 août 1713 - 1714).

Presque depuis le début, le mariage est malheureux. En 1716, Emmanuel Ignace de Nassau et Charlotte sont officiellement séparés. Elle mène alors une vie dissolue à Paris, et son mari la fait interner dans un monastère, pour adultère.

### Carrière militaire
Emanuel Ignace poursuit une carrière militaire, tout d'abord dans l'armée espagnole et après 1714 dans l'armée autrichienne. En 1718, il devient colonel, et à partir de 1723, il est Generalfeldwachtmeister.
En 1733, il est promu maréchal de camp. Il est également capitaine dans l'armée de l'Archiduchesse marie-Elisabeth, Gouverneur des Pays-Bas Autrichiens. En 1715, il reçoit l'Ordre de la Toison d'or et en 1720 l'Ordre de Saint-Hubert.
En 1722 Emmanuel Ignace et Charlotte sont réconciliés, et le 25 octobre de cette année, elle donne naissance à un troisième fils, Maximilien Guillaume Adolphe, qui est d'abord reconnu par Emmanuel Ignace comme son propre fils.

### Le mirage de Siegen
Après la mort de Frédéric-Guillaume Ier de Nassau-Siegen en 1722, l'empereur Charles VI autorise ses parents catholiques, Emmanuel Ignace et ses deux frères plus âgés, à recevoir une partie de l'héritage de Nassau-Siegen. Après l'expulsion de Guillaume Hyacinthe, en 1727, l'empereur nomme Emmanuel Ignace de Nassau administrateur de la principauté de Nassau-Siegen. Cependant, sa puissance est limitée de façon importante, le vrai gouvernement étant entre les mains de l'Électorat de Cologne. 
Peu de temps après, il retourne à Bruxelles sans chercher à exercer son autorité sur la principauté.
L'espoir de la succession de Nassau-Siegen, après la mort du prince Frédéric-Guillaume II de Nassau-Siegen, en 1734, n'est pas exaucé, parce que Emmanuel Ignace et son frère François Hugo meurent peu de temps après, en 1735.
Le 26 août 1734 et proche de sa mort, Emmanuel Ignace rejette Maximilien Guillaume Adolphe comme son fils, en le déclarant adultère. 
En dépit de son titre posthume, la reconnaissance formelle par les tribunaux français (sentence du Châtelet de Paris, 31 janvier 1756), il est déclaré illégitime dans le Saint-Empire Romain, où se trouve la principauté de Nassau-Siegen, à la demande de Guillaume IV d'Orange-Nassau par le Reichshofrat le 17 décembre 1744, décision confirmée par l'empereur, le 15 octobre 1745. 
Après la mort de Maximilien Guillaume Adolphe de Nassau, en 1748, ses prétentions sont poursuivies par son fils, Charles Henri Othon de Nassau, mais sans résultat. Nassau-Siegen est finalement repris par la branche protestante de Nassau-Dietz.